# Pucić
Pucići su plemićka porodica iz Dubrovnika. Plemićki rod Pucić (итал. Pozza) može se pratiti u Dubrovniku još od 13. vijeka. Među poslednjom dubrovačkom vlastelom posebno su bili poznati oni iz roda Pucić. Pripadnici te porodice obavljali su za Dubrovačku republiku najviše državne funkcije, a neki su se istakli kao književnici, kao Vice Pucić. Austrijsko plemstvo im je dodijelio car Leopold I, Matiji Puciću i njegovim potomcima i to grofovski naslov sa pridjevom „zagorski“ 1688. godine. Pucići su imali nadimak „Škatići”, ali ne zna se do danas zašto.

## Genealogija i poznati Pucići
Najstariji predstavnici ove porodice su braća Paskva Pucić i Petar Pucić. O pravom rodonačelniku ove porodice nije do danas ništa poznato osim imena Sabini. Kao prvi predstavnik porodice javlja se Paska Čiponić 1253. godine u spisku članova Velikog vijeća, prilikom potpisivanja ugovora o savezu između Dubrovnika i bugarskog cara Mihajla Asena.
Pasko je vršio svake druge godine dužnost iudexa, pa je kao takav bio član Malog vijeća. Imao je sinove (najstariji Savo) koji su trgovali u Srbiji i Bosni.
Petar Pucić (1281—1334) je bio član Vijeća umoljenih 1326. godine.
U 14. vijeku najznačajnija ličnost u porodici je Petrus de Margarito de Poca (1360). Bio je član Malog vijeća i Vijeća umoljenih. Izabran je 1359. godine za kneza Republika. U toku 14. vijeka ni jedan Pucić nije bio na tom visokom položaju, tek u 19. vijeku rod Nikolausa Johanusa de Poca ima takvu ličnost.
U 16. vijeku u ovoj porodici ističe se Karlo Pucić (Puteus Pozza), latinski pjesnik (1458-1522). On je u 15. vijeku štampao spis Caroli Putci patricii Ragusini ellegiarum libellus de laudibus Genesae puellae, hvaleći u tim pjesmama primjenu tadašnjih trubadura, ljepotu djevojke Nježe koja se i posvećuje Bogu.
U vrijeme pada Dubrovačke republike (1808) u Dubrovniku živi samo jedna plemićka porodica sa prezimenom Pucić (Pozza). Iz te porodice potekla su četiri sina (četiri brata): Niko Luiđi, Marko, Mato sa nadimkom „Neru“, i Lucijan. To su bili poslednji Pucići koji su se ženili. U njihovim brakovima rođeno je sedam sinova. Nikola Luiđi je imao tri sina: Orsata (Medo Pucić), Nikolu Velikoga (Niko Pucić) i Nikolu Maloga Pucić. Treći brat Mato je imao jednog sina, a četvrti brat Lucijan nije imao sina. Rafo Pucić (sin Nikov Pucić) nije bio brat Medov i Nikole Velikog, već njihov rođak. Rafo Pucić je rođen 27. aprila 1828. godine u Dubrovniku. Umro je u Beču 4. novembra 1890. godine. Bio je po zanimanju pravnik-advokat. Pripadao je dalmatinskoj Narodnoj stranci. Pet puta je biran za dubrovačkog opštinskog načelnika (1869, 1872, 1875, 1882, 1884), dva puta za zastupnika u Dalmatinskom saboru (1870, 1876) i dva puta za zastupnika u Carevinskom vijeću (1879, 1885).
Jedna od najmarkantnijih ličnosti iz ove porodice je Medo Pucić (1821—1882), knez i pjesnik, od oca Marka Pucića i majke Mandalijene Bundicere. Počeo se školovati u Dubrovniku, a licej je završio u Mlecima. Pravo je učio u Padovi i Beču. Još u Mlecima 1841. godine upoznao se sa Kolarom, što je mnogo utjecalo na njegovo srpsko i slavensko osjećanje. Često je putovao po mnogim zemljama Evrope. Njega je 1868. godine pozvalo tadašnje Namjesništvo za vaspitača maloljetnom knezu Milanu u Beogradu, na kojem je položaju ostao do 1874. godine. Poslednjih 10 godina je proveo u Dubrovniku baveći se poezijom, istorijskim studijama i publicistikom. Pucić je djelovao kao pjesnik, naučnik i političar. Počeo je pjevati 1840. godine. Prvi su mu stihovi bili lirski, romantičarski. Njegov se stil sve više pri-bližavao narodnom. Prvo izdato djelo mu nije izvorno: Slovjanska antologija iz rukopisah dubrovačkih pjesnikah (1844). Kasnije, 1849. godine, štampao je svoje elegije pod naslovom Talijanke, zatim Pjesme (1862, 1879), Cvijeta i dr. Pucić je pisao te stihove na italijanskom i uglavnom je prevodio stihove na taj jezik. Tako je preveo nešto iz Gundulićevog Osmana. Bavio se i istorijom, a posebno istorijom dubrovačke književnosti. Tako je među ostalim napisao raspravu o Ignjatu Đorđiću i biografiju Slavnog dubrovačkog numizmatičara Anselma Bandurija (1671—1742). Glavno njegovo istorijsko djelo je iz dubrovačkog arhiva - „pomenici srpski“, koje je izdalo Srpsko učeno društvo, (I, 1858, II, 1862), u koje je Pucić ugradio svoj srpski nacionalizam čija osnova je bila staro dubrovačko i dalmatinsko slovinstvo. Kao pjesnik Pucić je cijenjen kao preteča Njegoša i Branka Radičevića.